# King William megye (Virginia)
King William megye az Amerikai Egyesült Államokban, azon belül Virginia államban található. Megyeszékhelye King William, legnagyobb városa West Point. Lakosainak száma 17 810 fő (2020. április 1.). King William megye King and Queen, New Kent, Caroline és Hanover megyékkel határos.

## Népesség
A megye népességének változása:
| Lakosok száma | 15 985 | 15 981 | 15 966 | 16 097 | 16 269 | 17 810 |
|               | 2010   | 2011   | 2012   | 2013   | 2015   | 2020   |